# Joshua Boschee
Joshua Boschee là một chính trị gia người Mỹ, người được bầu vào Hạ viện North Dakota trong cuộc bầu cử tiểu bang năm 2012. Là thành viên của Đảng Dân chủ-NPL North Dakota, ông đại diện cho Quận 44 trong cơ quan lập pháp, phục vụ cùng với Karla Rose Hanson trong một quận hai thành viên.
Ông là ứng cử viên đồng tính công khai đầu tiên từng được bầu vào cơ quan lập pháp bang ở North Dakota. Chiến dịch của ông đã bị phản đối bởi một loạt các quảng cáo tấn công với cáo buộc rằng ông đang quảng bá một "chương trình nghị sự đồng tính", được tiết lộ là do chính trị gia Virginia và nhà hoạt động chống LGBT, ông Eugene Delgaudio tài trợ thông qua nhóm Người ủng hộ công chúng của Hoa Kỳ.
Xuất thân từ Minot, Boschee hiện cư trú tại Fargo, và là nhân viên của Đại học Moorhead Minnesota State tại thời điểm bầu cử.